# Adémar de Chabannes
Adémar de Chabannes vagy Ademarus Engolismensis vagy Ademarus Cabannensis vagy Adhémar de Chabannes (Saint-Sylvestre, 989 körül – Jeruzsálem, 1034), francia középkori szerzetes, krónikaíró, zeneszerző.
Megírta a frankok történetét a kezdetektől 1029-ig. A munkájának címe: «Chronicon Aquitanicum et Francicum»; művében egyébként más népek történetét is feldolgozta. 
Így írt arról is, hogy  III. Ottó német-római császár ("saját lándzsájából engedett át neki ereklyéket, az Úr szegeiből") István királynak lándzsát küldött.
Megjelent a  Monumenta Germaniae Historica IV. kötetében.
1033-ban a Szentföldre ment zarándokútra, és ott, Jeruzsálem közelében halt meg.

## Művei
- Troparium, Cantatorium et officia adusum Sancti Martialis Lemovicensis., gallica.bnf.f